# Fousheé
Britanny Fousheé, nota semplicemente come Fousheé (Bridgewater, 1º agosto 1995), è una cantautrice statunitense.

## Biografia
Nata da madre giamaicana, Fousheé si è avvicinata al mondo della musica da piccola, studiando tra le varie cose, anche quella classica, chitarra e pianoforte. Nell'autunno 2018 è stata concorrente a The Voice, dove è stata seguita dal coach Adam Levine.
Dopo aver esordito nell'industria discografica nel febbraio 2019 con Stay Home, si è fatta conoscere un anno più tardi dopo che Sleepy Hallow ha inciso un freestyle della sua Deep End; tale versione, dal titolo Deep End Freestyle, è diventata virale durante la pandemia di COVID-19, è apparsa sia nella Billboard Hot 100 che nella Official Singles Chart, ed è stata certificata argento dalla British Phonographic Industry e platino dalla Recording Industry Association of America. Nel luglio 2020 Fousheé ne ha presentato un'interpretazione da solista della canzone, divenuta un successo principalmente nell'Europa orientale e certificata almeno oro in cinque nazioni. Deep End, che le ha fatto guadagnare con un contratto con la RCA, ha anticipato l'uscita del secondo EP Time Machine (2021).
Nel luglio 2021 ha contribuito vocalmente alla traccia Special tratta dall'album in studio di Laylow L'étrange histoire de Mr. Anderson, certificata diamante dalla Syndicat national de l'édition phonographique. La cantante è poi finita in lizza sia per l'esibizione Push dell'anno agli MTV Video Music Awards 2021 che per l'MTV Europe Music Award al miglior artista MTV Push del 2021.
È stata anche co-autrice di Bad Habit di Steve Lacy, brano con cui ha ottenuto la candidatura per il Grammy Award alla canzone dell'anno del 2023; per lo stesso artista ha aperto diversi concerti del suo Give You the World Tour nella seconda metà del 2022. Softcore, il suo LP d'esordio, è stato pubblicato nel novembre 2022 ed è stato accolto positivamente dalla critica specializzata.
Il secondo di inediti, dal titolo Pointy Heights (2024), è stato promosso da una tournée da headliner in patria negli ultimi mesi dell'anno.

## Discografia

### Album in studio
- 2022 – Softcore
- 2024 – Pointy Heights

### EP
- 2020 – Relative Motion
- 2021 – Time Machine

### Singoli
- 2019 – Stay Home
- 2019 – Oxygen/Late Night
- 2020 – Expectations
- 2020 – Deep End Freestyle (con Sleepy Hallow)
- 2020 – Deep End
- 2020 – Single AF
- 2021 – Sing About Love
- 2021 – Gold Fronts (feat. Lil Wayne)
- 2021 – Enjoy the Silence
- 2022 – Double Standard
- 2022 – I'm Fine
- 2022 – Supernova
- 2022 – Spend the Money (feat. Lil Uzi Vert)
- 2024 – Still Around
- 2024 – War
- 2024 – 100 Bux
- 2024 – Feel like Home